# Закон збереження електричного заряду
Зако́н збере́ження електри́чного заря́ду — один із фундаментальних законів фізики. Він полягає в тому, що повний заряд (алгебраїчна сума зарядів) ізольованої замкнутої фізичної системи тіл залишається незмінним за будь-яких процесів, які відбуваються всередині цієї системи:
{\displaystyle q_{1}+q_{2}+q_{3}+......+q_{n}=const.}
Закон збереження заряду виконується абсолютно точно. Нині його походження пояснюють наслідком принципу калібрувальної інваріантності.
Для неізольованих систем закон збереження заряду набуває вигляду рівняння неперервності
{\displaystyle {\frac {\partial \rho }{\partial t}}+{\text{div}}\,\mathbf {j} =0},
де {\displaystyle \rho } — густина заряду, {\displaystyle \mathbf {j} } — густина струму.
Це математичний запис твердження, що зміна густини заряду в достатньо малому об'ємі дорівнює потоку заряду через поверхню цього об'єму (в диференціальній формі).
Вимога релятивістської інваріантності приводить до того, що закон має локальний характер: зміна заряду в будь-якому наперед заданому об'ємі дорівнює потоку заряду через його межу. У початковому формулюванні був би можливий такий процес: заряд зникає в одній точці простору і миттєво виникає в іншій. Однак такий процес був би релятивістськи неінваріантний: через відносність одночасності, в деяких системах відліку заряд з'явився б у новому місці до того, як зник у попередньому, а в деяких — з'явився б у новому місці за якийсь час після зникнення в попередньому. Тобто був би проміжок часу, протягом якого заряд не зберігається. Вимога локальності дозволяє записати закон збереження заряду в диференціальній та інтегральній формі.

## Фізика елементарних частинок
Заряд, як здатність частинок брати участь в електромагнітній взаємодії, зберігається за будь-яких відомих реакцій між елементарними частинками.
Можливе незбереження заряду, яке могло б призвести до нестабільності електрона — важливе світоглядне питання фізики елементарних частинок. Якби закон збереження заряду не виконувався, то електрон міг би розпадатися на фотон і нейтрино. Наразі нижню межу часу життя електрона встановлено на рівні приблизно 2,4×1024 років. Однією з провідних лабораторій світу, яка займається цим питанням є підземна низькофонова лабораторія Інституту ядерних досліджень НАН України, розташована в селі Солотвино Закарпатської області.

## Закон збереження заряду та калібрувальна інваріантність
| Симетрія у фізиці            | Симетрія у фізиці                 | Симетрія у фізиці            |
| Перетворення                 | Відповідна інваріантність         | Відповідний закон збереження |
| ---------------------------- | --------------------------------- | ---------------------------- |
| ⭥Трансляції часу             | Однорідність часу                 | …енергії                     |
| ⊠ C, P, CP і T-симетрії      | Ізотропність часу                 | …парності                    |
| ⭤ Трансляції простору        | Однорідність простору             | …імпульсу                    |
| ↺ Обертання простору         | Ізотропність простору             | …моменту імпульсу            |
| ⇆ Група Лоренца (бусти)      | Відносність Лоренц-коваріантність | …руху центра мас             |
| ~ Калібрувальне перетворення | Калібрувальна інваріантність      | …заряду                      |

Фізична теорія стверджує, що кожен закон збереження ґрунтується на відповідному фундаментальному принципі симетрії. З властивостями симетрії простору-часу пов'язані закони збереження енергії, імпульсу та моменту імпульсу. Закони збереження електричного, баріонного і лептонного зарядів пов'язані не з властивостями простору-часу, а із симетрією фізичних законів щодо фазових перетворень в абстрактному просторі квантовомеханічних операторів і векторів станів. Заряджені поля у квантовій теорії поля описує комплексна хвильова функція {\displaystyle \phi (x)=|\phi (x)|e^{i\psi (x)}}, де x — просторово-часова координата. Частинкам із протилежними зарядами відповідають функції поля, що відрізняються знаком фази {\displaystyle \psi }, котру можна вважати кутовою координатою в деякому фіктивному двовимірному «зарядовому просторі». Закон збереження заряду є наслідком інваріантності лагранжіану відносно глобального калібрувального перетворення типу {\displaystyle \phi '=e^{i\alpha Q}\phi }, де Q — заряд частинки, яку описує поле {\displaystyle \phi }, а {\displaystyle \alpha } — довільне дійсне число, що є параметром і не залежить від просторово-часових координат частинки. Такі перетворення не змінюють модуля функції, тому їх називають унітарними U(1).

## Математичний формалізм
Припустимо, що поле описується комплексною величиною {\displaystyle \psi } (хвильова функція) та функція Лагранжа інваріантна відносно калібрувальних перетворень {\displaystyle \psi \to \psi e^{i\alpha }}, {\displaystyle \psi ^{*}\to \psi ^{*}e^{-i\alpha }}. При цьому перетворенні всі фізично спостережувані величини (наприклад, густина ймовірності {\displaystyle \psi ^{*}\psi }, енергія та імпульс) не змінюються. Таке поле можна розглядати як носій заряду {\displaystyle \rho =-i\epsilon \left({\frac {\partial L}{\partial {\dot {\psi }}}}\psi -{\frac {\partial L}{\partial {\dot {\psi ^{*}}}}}\psi ^{*}\right)} і струму {\displaystyle s_{k}=-i\epsilon \left({\frac {\partial L}{\partial {\frac {\partial \psi }{\partial x_{k}}}}}\psi -{\frac {\partial L}{\partial {\frac {\partial \psi ^{*}}{\partial x_{k}}}}}\psi ^{*}\right)}, які задовольняють рівняння неперервності: {\displaystyle {\frac {\partial \rho }{\partial t}}+{\textrm {div}}{\textbf {s}}=0}

## Інші міркування
Припустимо, що нам відомий процес, який порушує закон збереження заряду, в ході якого, витративши енергію {\displaystyle E}, можна створити заряд {\displaystyle e}. Користуючись цим процесом, створимо заряд {\displaystyle e} витративши енергію {\displaystyle E} в клітці Фарадея з потенціалом {\displaystyle \varphi }. Вилучимо потім створений заряд і перемістимо його подалі від клітки. Отримаємо енергію у вигляді роботи електростатичних сил {\displaystyle e\varphi }. Обернемо тепер процес створення заряду і отримаємо раніше витрачену енергію {\displaystyle E}. Повторюючи такий процес, можна створити вічний двигун I роду. Отже, припущення про можливість порушення закону збереження електричного заряду є хибним. Це міркування показує зв'язок між законом збереження електричного заряду та припущенням про неспостережність абсолютної величини електричного потенціалу.

## Закон збереження заряду в інтегральній формі
Згадаймо, що густина потоку електричного заряду є просто густина струму. Той факт, що зміна заряду в об'ємі дорівнює повному струму через поверхню, можна записати в математичній формі:
{\displaystyle {\frac {\partial }{\partial t}}\int \limits _{\Omega }\rho dV=-\oint \limits _{\partial \Omega }{\vec {j}}\cdot d{\vec {S\ }}.}
Тут {\displaystyle \Omega } — деяка довільна ділянка у тривимірному просторі, {\displaystyle \partial \Omega } — межа цієї ділянки, {\displaystyle \rho } — густина заряду, {\displaystyle {\vec {j}}} — густина струму (густина потоку електричного заряду) через межу.

## Закон збереження заряду в диференціальній формі
Переходячи до нескінченно малого об'єму і використовуючи за необхідності теорему Остроградського — Гаусса, можна переписати закон збереження заряду в локальній диференціальній формі (рівняння неперервності):
{\displaystyle {\frac {\partial \rho }{\partial t}}+{\mbox{div}}{\vec {j}}=0.}

## Закон збереження заряду в електроніці
Правила Кірхгофа для струмів безпосередньо випливають із закону збереження заряду. Об'єднання провідників та радіоелектронних компонентів подають у вигляді незамкнутої системи. Сумарний приплив зарядів у цю систему дорівнює сумарному виходу зарядів із системи. У правилах Кірхгофа припускають, що електронна система не може значно змінювати свій сумарний заряд.

## Експериментальна перевірка незбереження заряду
Найкращою експериментальною перевіркою закону збереження електричного заряду є пошук таких розпадів елементарних частинок, які були б дозволені в разі нестрогого збереження заряду. Такі розпади ніколи не спостерігалися. Найкраще експериментальне обмеження на ймовірність порушення закону збереження електричного заряду отримано з пошуку фотона з енергією, рівною половині маси спокою електрона mec2/2 ≈ 255 кеВ, який виникає під час гіпотетичного розпаду електрона на нейтрино і фотон — в цьому процесі припускають збереження імпульсу, моменту імпульсу, енергії та лептонного заряду:
|  | e → νγ | час життя «збудженого» стану електрона за результатами вимірювань більше 6,6× 1028 років (90 % CL) |

однак існують теоретичні аргументи на користь того, що такий однофотонний розпад не може відбуватися навіть у разі, якщо заряд не зберігається. Інший незвичайний процес без збереження заряду — спонтанне перетворення електрона на позитрон і зникнення заряду (перехід у додаткові виміри, тунелювання з брани тощо). Найкращі експериментальні обмеження на зникнення електрона разом з електричним зарядом та на бета-розпад нейтрона без випускання електрона:
|  | e → будь-які частинки | час життя більше 6,4× 1024 років (68 % CL) |
|  | n → pν                | відносна ймовірність розпаду без збереження заряду менше 8× 10−27 (68 % CL) під час бета-розпаду нейтрона в ядрі галію-71, яке перетворюється при цьому на германій-71 |